# Innocenci V
Pierre de Tarentaise, conegut com a Innocenci V, (Champagny-en-Vanoise, prop de Moûtiers, Comtat de Savoia, 1225 – Roma, 22 de juny de 1276) durant quatre mesos va ser papa de l'Església Catòlica el 1276.
Pierre de Tarentaise va ingressar als setze anys en l'orde dels Dominics. Va completar la seva formació a la Sorbona. S'hi va graduar en teologia i hi va esdevenir professor. Va assolir tal renom que va ser conegut com a doctor famossisimus.
Va ser provincial del seu orde fins que el 1272 va ser promogut arquebisbe de Lió i el 1273 cardenal bisbe d'Òstia.
Elegit en la primera votació del conclave, és el primer pontífex dominic de la història i durant els quatre mesos del seu pontificat va intentar organitzar una croada per ajudar el regne de Castella en la reconquesta. Va treballar per consolidar la unió amb l'Església Ortodoxa aconseguida al XIV Concili Ecumènic celebrat a Lió el 1274. Va mantenir bones relacions amb Rodolf I d'Habsburg, emperador del Sacre Imperi Romanogermànic.
Però on veritablement va destacar Innocenci V van ser en la seva tasca com a teòleg i filòsof, facetes en les quals va publicar nombroses obres entre les quals destaca els Comentaris a les sentències de Pere Llombard.
L'anomenada Profecia de Sant Malaquies s'hi refereix com Conciunator gallus («el predicador gal»), citació que fa referència tant al seu origen francès com als seus dots oratoris.

## Als Països Catalans
Segons la tradició, Innocenci va donar una imatge de la Mare de Déu al senyor de Montagut, senyor de l'Alcúdia al País Valencià. El 1276 hi va ser duta i aquest esdeveniment, conegut com «L'Entrà de la Mare de Deu de l'Oreto» s'hi celebra cada anys el 7 de setembre.